# Stefan Burr
Stefan Andrus Burr (1940) é um matemático e cientista da computação estadunidense. É professor aposentado de ciência da computação do City College of New York.
Burr obteve um Ph.D. em 1969 na Universidade de Princeton, orientado por Bernard Dwork; as pesquisas de sua tese envolveram o problema de Waring–Goldbach em teoria dos números, relativo à representação de números inteiros como a soma de potências de números primos.
Muitas de suas publicações subsequentes envolvem problemas da área da teoria de Ramsey. Publicou 27 artigos com Paul Erdős. A conjectura de Burr–Erdős, publicada por Burr e Erdős em 1975, resolvida somente em 2015, estabelece que grafos esparsos têm números de Ramsey com crescimento linear.

## Publicações selecionadas
- Burr, Stefan A. (1973). «On uniform elementary estimates of arithmetic sums». Proc. Amer. Math. Soc. 39 (3): 497–502. MR 0314784. doi:10.1090/s0002-9939-1973-0314784-8
- com P. Erdõs e J. H. Spencer: Burr, S. A.; Erdős, P.; Spencer, J. H. (1975). «Ramsey theorems for multiple copies of graphs». Trans. Amer. Math. Soc. 209: 87–99. MR 0409255. doi:10.1090/s0002-9947-1975-0409255-0
- com P. Erdõs, R. J. Faudree, C. C. Rousseau and R. H. Schelp: Burr, S. A.; Erdős, P.; Faudree, R. J.; Rousseau, C. C.; Schelp, R. H. (1982). «Ramsey numbers for the pair sparse graph-path or cycle». Trans. Amer. Math. Soc. 269 (2): 501–512. MR 637704. doi:10.1090/s0002-9947-1982-0637704-5